# Bill Eckersley
William „Bill“ Eckersley (* 16. Juli 1925 in Southport; † 25. Oktober 1982 in Blackburn) war ein englischer Fußballspieler. Der linke Verteidiger bestritt seine gesamte Vereinsprofikarriere bei den Blackburn Rovers und war 1950 Teil des englischen Kaders anlässlich der Fußball-Weltmeisterschaft in Brasilien.

## Karriere
Eckersley wurde in der nordwestenglischen Küstenstadt Southport geboren und arbeitete nach seinem Schulabgang als Lastkraftwagenfahrer. Parallel spielte er Amateurfußball für einen kleinen Klub mit dem Namen High Park, wo er im November 1947 von einem Talentscout der Blackburn Rovers entdeckt wurde. Er ging zunächst weiter seiner Fahrertätigkeit nach und kam in der Reservemannschaft der Rovers zum Einsatz. Dort befand man den Linksverteidiger aber als gut genug für höhere Aufgaben und stattete den Neuling im März 1948 mit einem Profivertrag aus. Am 1. Mai 1948 debütierte er am letzten Spieltag der Saison 1947/48 in der obersten englischen Spielklasse, was mit einer 1:4-Niederlage gegen Manchester United und dem Abstieg in die Second Division endete – das zuletzt genannte Schicksal hatte bereits vorher festgestanden.
Zehn Jahre bestritten die Blackburn Rovers nun in der zweiten englischen Liga, was aber nichts daran änderte, dass Eckersley als einer der besten englischen Verteidiger angesehen wurde und obwohl er zuvor noch kein Länderspiel absolviert hatte, wurde er 1950 in den Kader für die Fußball-Weltmeisterschaft in Brasilien berufen. Am 2. Juli 1950 debütierte er dort gegen Spanien, als England nach der überraschenden Auftaktniederlage gegen die USA einen Sieg zum Weiterkommen benötigte. Die Partie endete zwar mit einer 0:1-Niederlage und dem vorzeitigen Ausscheiden nach der Vorrunde, aber Eckersley bildete fortan mit Alf Ramsey ein „Verteidiger-Pärchen“, das zwischen 1950 und 1953 gleich 15 Mal gemeinsam auf dem Platz stand. Ein abruptes Ende war für beide die 3:6-Heimniederlage gegen Ungarn am 25. November 1953, die in England als Schmach empfunden wurde und zur Folge hatte, dass Eckersley, Ramsey und auch Stan Mortensen nie wieder für die „Three Lions“ spielten.
Im Verein war Eckersley eine stetige Identifikationsfigur der Anhänger in den 1950er-Jahren. Als „Rechtsfuß“ auf der linken Abwehrseite war er gleichsam zweikampfstark, schnell und mit einer hohen Spielintelligenz ausgestattet, so dass er in der Defensive die Ruhe behielt und sich bei gegebener Gelegenheit in die Offensive einschaltete. Mit Ausnahme einer Halbfinalteilnahme im FA Cup im Jahr 1952 waren die Erfolge dessen ungeachtet rar. Erst im Jahr 1958 kehrten die Rovers über den Zweitligavizetitel in die First Division zurück, wonach sich aber Eckersleys sportliche Perspektive verschlechterte. Die Verletzungsprobleme nahmen deutlich zu und nach 29 Begegnungen zu Beginn der Saison 1958/59 kam er nur noch sporadisch zum Zuge. Auch im FA-Cup-Endspiel des Jahres 1960 blieb Eckersley außen vor; stattdessen bekleidete Dave Whelan dessen angestammte Position.
Nach seinem Karriereende verabschiedete ihn sein Klub und 21.000 Zuschauer am 24. April 1961 mit einem Benefizspiel („Testimonial Match“). In seinem „bürgerlichen Leben“ hatte Eckersley fortan wenig Glück. Der Versuch, mit einem Süßwarengeschäft Geld zu verdienen, scheiterte und nach einiger Zeit als Taxifahrer kehrte er zu seinem ursprünglich Beruf als LKW-Fahrer zurück.
Im Alter von nur 57 Jahren starb Eckersley in Blackburn. Seinem Wunsch folgend, verstreuten die beiden Söhne Billy und Stephen seine Asche auf dem Spielfeld des Ewood Park, der Heimstätte der Blackburn Rovers.